# ベタイン-ホモシステイン-S-メチルトランスフェラーゼ
ベタイン—ホモシステイン-S-メチルトランスフェラーゼ(betaine-homocysteine S-methyltransferase)は、メチル基をベタインからホモシステインへ転移させることによりジメチルグリシンとメチオニンを合成する亜鉛含有酵素である。
ベタイン + ホモシステイン → ジメチルグリシン + メチオニン
この酵素は転移酵素の一つで、特に一炭素基を転移させるメチルトランスフェラーゼである。この酵素はグリシン、セリン、トレオニンおよびメチオニン代謝酵素の一つである。

## アイソザイム
ヒトではBHMTとBHMT2の2種のアイソザイムが存在し、別々の遺伝子にコードされている。